# 690-es évek
Évszázadok: 6. század – 7. század – 8. század
Évtizedek: 640-es évek – 650-es évek – 660-as évek – 670-es évek – 680-as évek – 690-es évek – 700-as évek – 710-es évek – 720-as évek – 730-as évek – 740-es évek
Évek: 690 691 692 693 694 695 696 697 698 699